# Perfect Illusion
Perfect Illusion és una cançó de Lady Gaga que va ser llançada el dia 9 de setembre de 2016 com a primer avançament del seu cinquè treball discogràfic, Joanne. La pròpia Gaga, Mark Ronson, Bloodpop i Kevin Parker —de Tame Impala— són tant els compositors com els productors de la cançó. El dia 20 de setembre es va publicar el videoclip de la cançó, en què també apareixen els co-compositors de Perfect Illusion.
Comercialment, va ser un èxit moderat. Si bé és cert que va entrar en posicions força bones a les llistes d'arreu del món (#15 als Estats Units, #12 al Regne Unit, #1 França), va tenir un recorregut curt i descendent a les llistes d'èxits.